# Olivella dama
Olivella dama là một loài ốc biển cỡ nhỏ, là động vật thân mềm chân bụng sống ở biển thuộc họ Olivellidae, họ ốc ôliu nhỏ.

## Hình ảnh

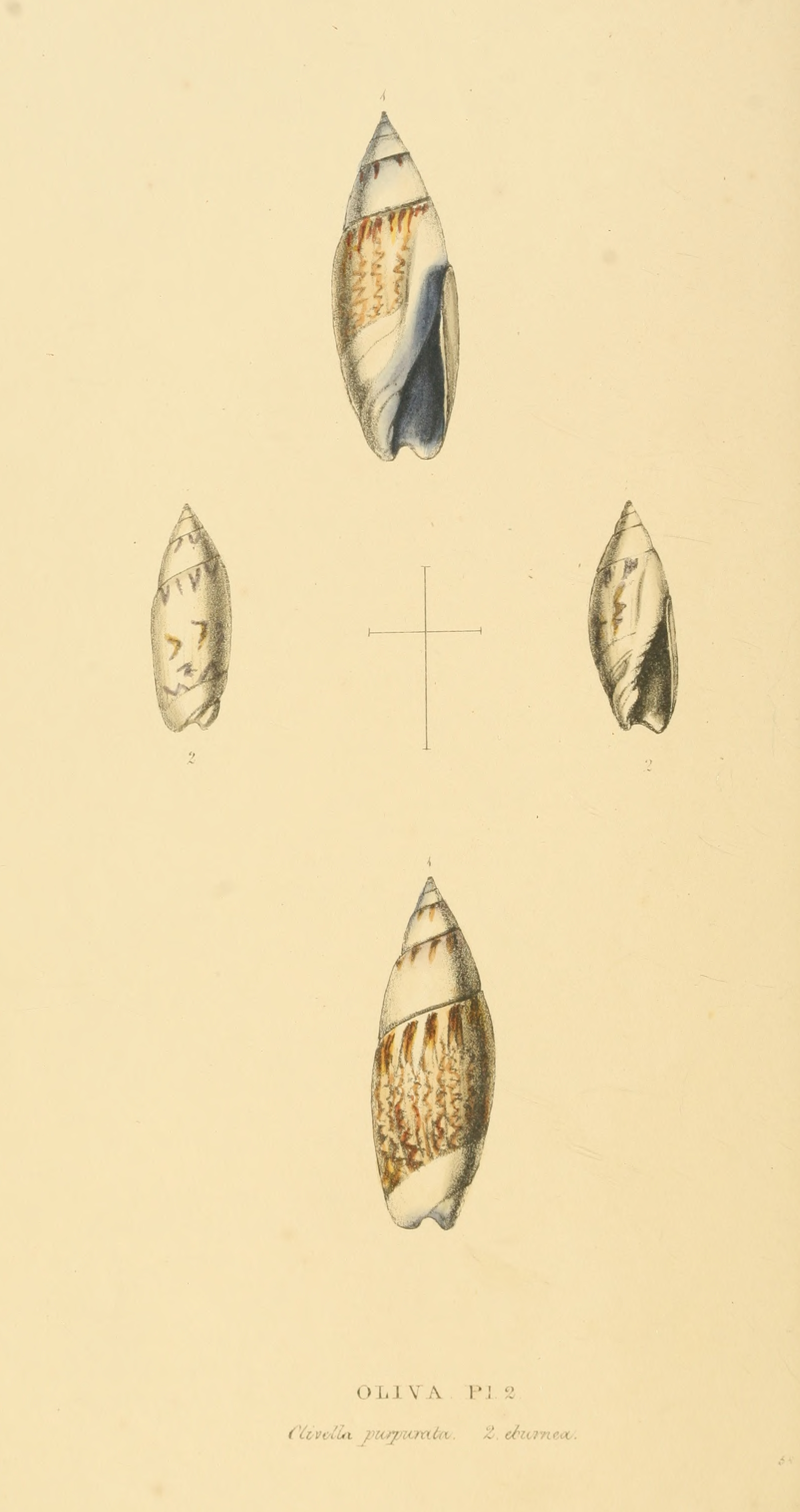